# Hubert Metz
Hubert Metz (* 29. März 1949 in Eschach im Allgäu) ist ein deutscher Bodybuilder.

## Leben
Während seiner Lehre als Kfz-Mechaniker begann Metz mit 14 Jahren mit dem Krafttraining. Nach dem Wehrdienst arbeitete Metz ab 1970 als Lkw-Fahrer. Metz gewann 1973 seinen ersten Wettkampf, an dem er teilnahm, die Süddeutsche Meisterschaft. 1977 lud ihn Albert Busek mit nur einer Woche Vorlauf auf die Deutsche Meisterschaft nach Essen ein, die Metz als Gesamtsieger gewann. Danach arbeitete er als Trainer in einem Fitnessstudio in Nürnberg.
Im Jahr 1980 wurde Metz erneut Gesamtsieger der Deutschen Meisterschaft sowie Weltmeister im Schwergewicht (über 90 kg) in Manila. In den folgenden Jahren arbeitete er als Profi-Bodybuilder und nahm dreimal am Mr. Olympia teil. Seinen letzten Wettkampf bestritt Metz 1994 in Atlanta. Von 1987 bis 2018 betrieb Metz in Nürnberg einen Laden für Nahrungsergänzungsmittel, die er unter seinem Namen anbot.
Im Jahr 2009 nahm ihn der DFBV in seine Hall of Fame auf.

## Werk
Manila – mein großes Ziel, in: Sportrevue 144/1980, S. 36–39, 70